# Ikabaren
 (avril 2021).
Si vous disposez d'ouvrages ou d'articles de référence ou si vous connaissez des sites web de qualité traitant du thème abordé ici, merci de compléter l'article en donnant les références utiles à sa vérifiabilité et en les liant à la section « Notes et références ».
 (avril 2021).
Ikabaren (« ikabaren » signifie une foule ou un grand nombre de personnes) est une formation musicale marocaine, fondée en 1994, issue de Dcheira. dirigée par le banjoïste El Moutawakil Ismail.

## Membres
- Moutawakil Ismail
- Brim Mohamed
- Famahwayt Khalid
- Talibi My Ali
- Zandouz Rachid